# Solanum silvestre
Solanum silvestre är en potatisväxtart som beskrevs av Anthony R. Bean. Solanum silvestre ingår i släktet skattor som ingår i familjen potatisväxter. Inga underarter finns listade i Catalogue of Life.